# Radwan (województwo małopolskie)
Radwan – wieś w Polsce, położona w województwie małopolskim, w powiecie dąbrowskim, w gminie Szczucin.
W latach 1975–1998 miejscowość położona była w województwie tarnowskim.
| SIMC    | Nazwa       | Rodzaj                          |
| ------- | ----------- | ------------------------------- |
| 1048776 | Breńka      | część wsi                       |
| 0830888 | Knieja      | część wsi                       |
| 0830894 | Podradwanie | część wsi                       |
| 0830888 | Za Rzeką    | część wsi (zniesiona w 2023 r.) |